# Базиліка Божого Тіла (Краків)

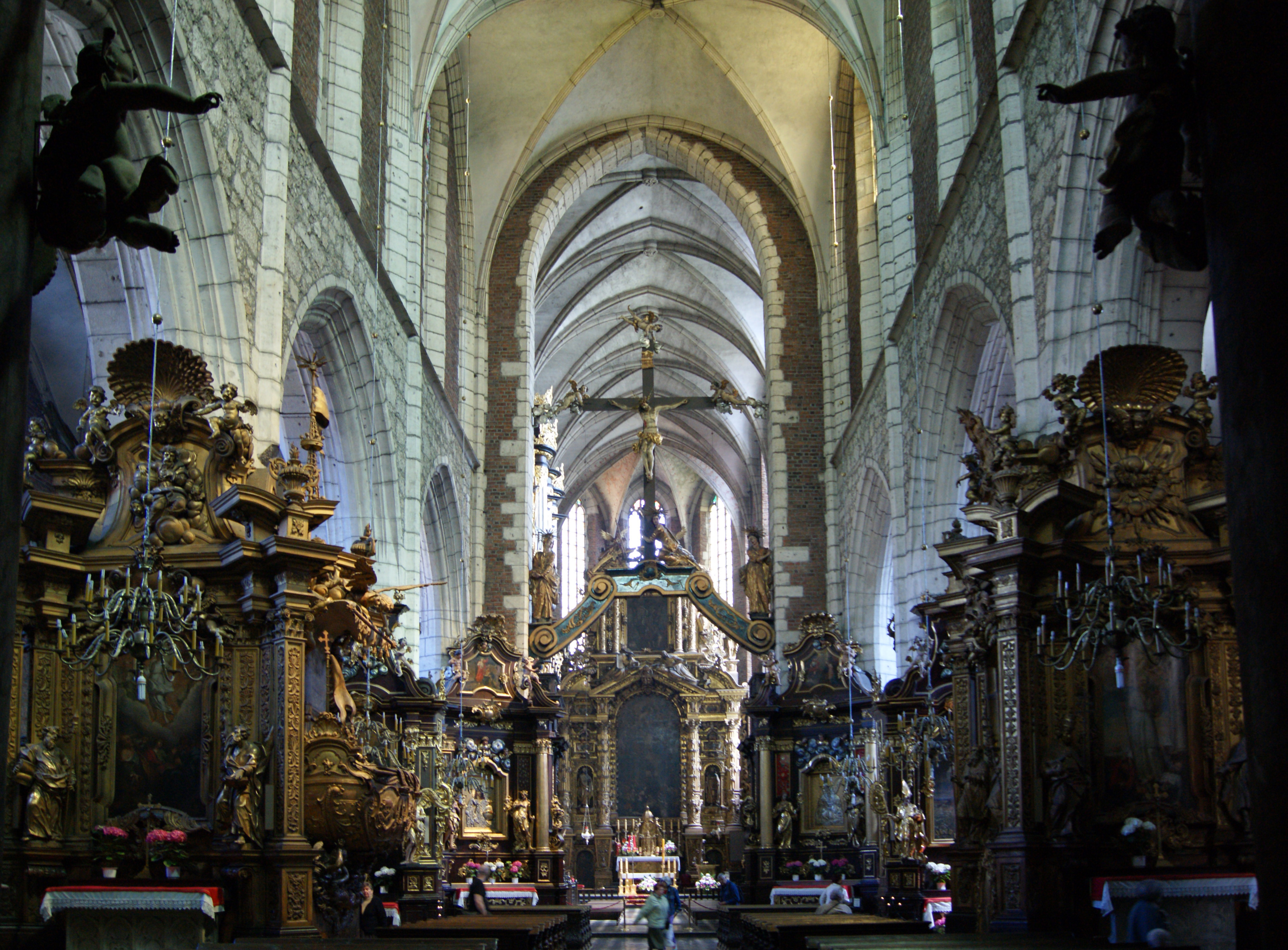
Нава головна

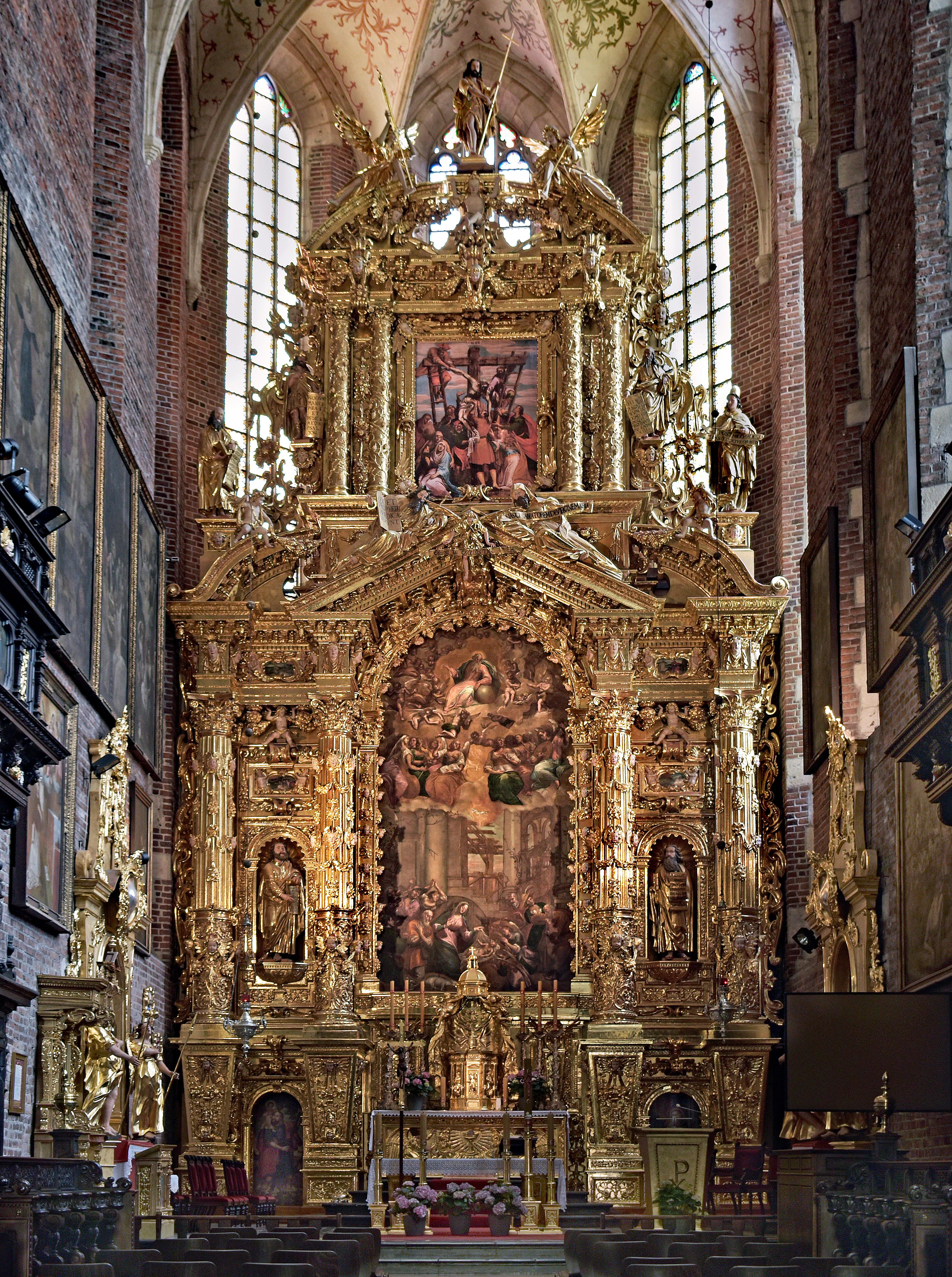
Головний вівтар

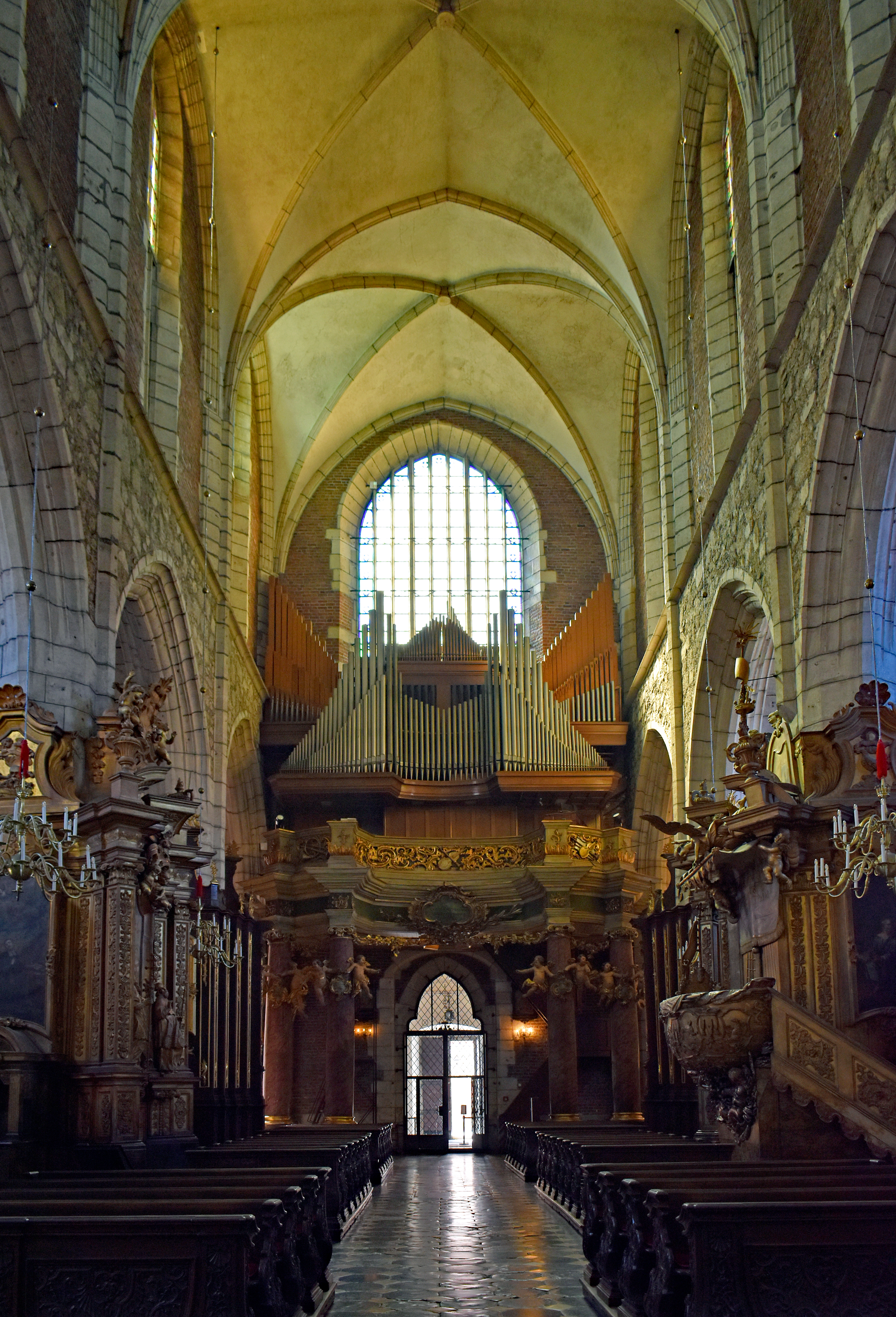
Костельний орган

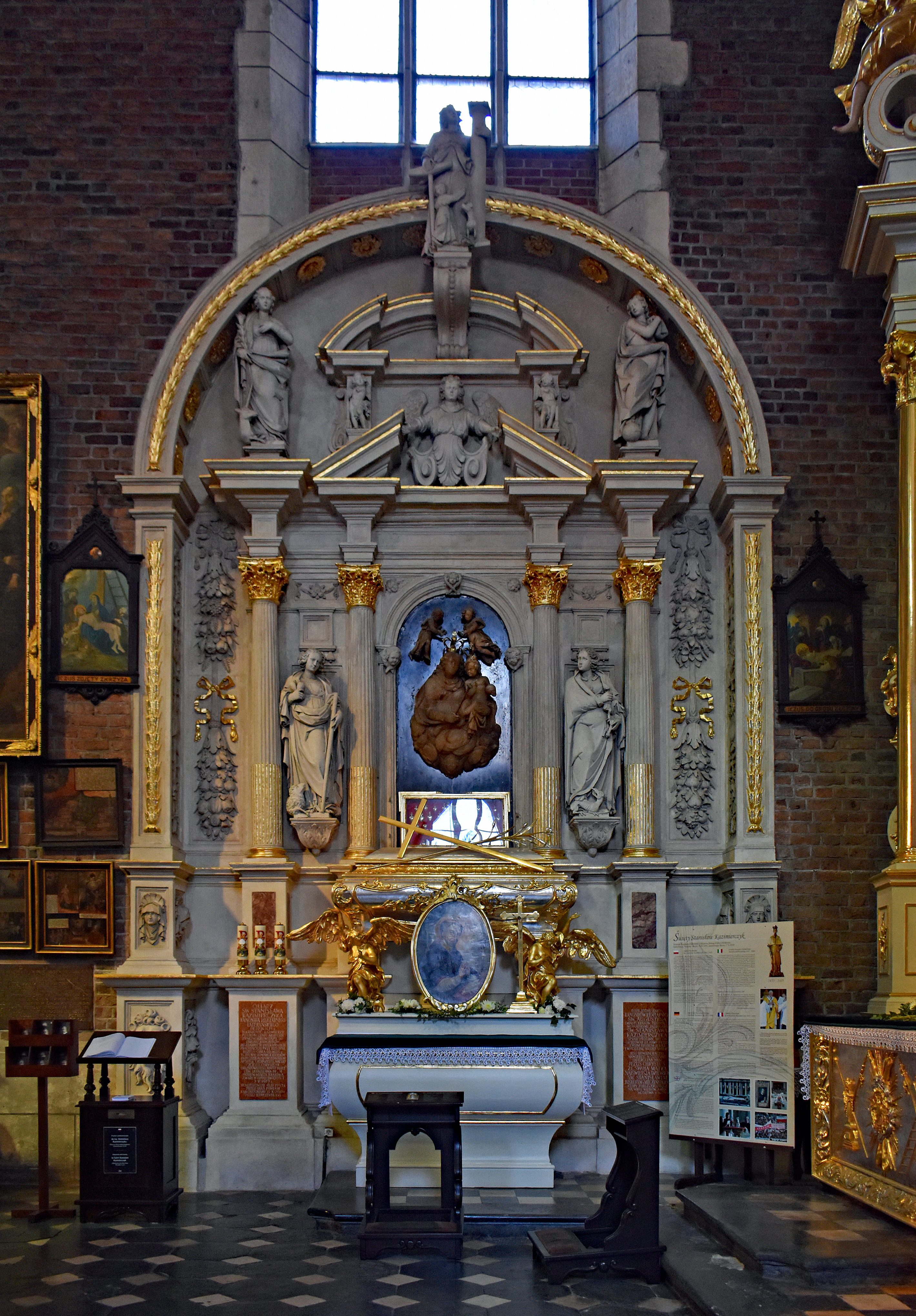
Сповідь св. Станіслава Казімирчика в костелі Божого Тіла в Кракові

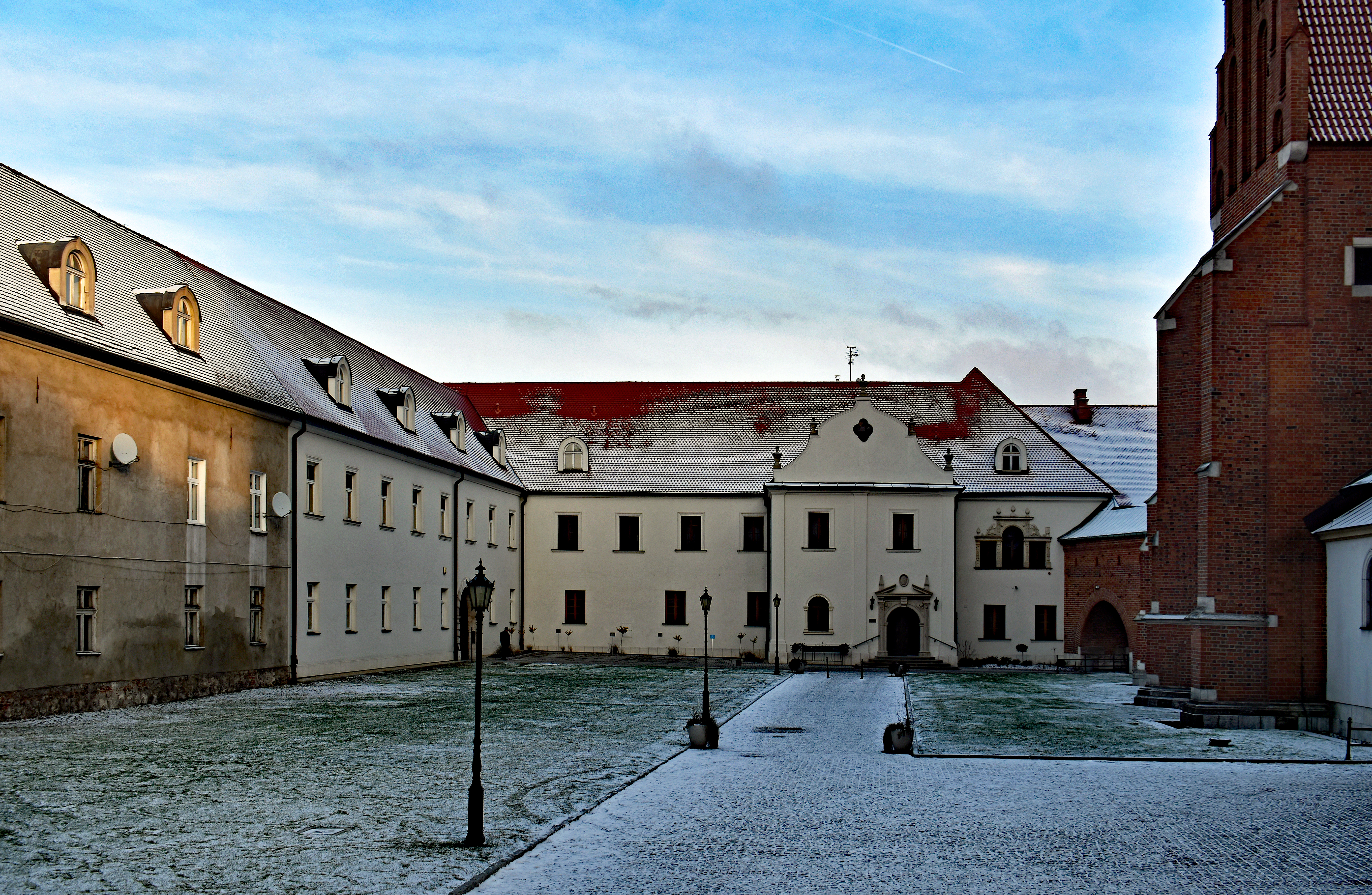
Конвенція регулярних канонів латеранських

Костел Божого Тіла — римо-католицький парафіяльний костел і монастирський костел Латеранських регулярних каноніків, розташований у Кракові в районі I на вул. Божого Тіла, 26, у Казімєжі.
Це подвійна святиня: Пресвятої Діви Марії — Матері Спасителя і св. Станіслава Казимирчика.

## Історія
Мурований храм був закладений близько 1340 року Казимиром Великим. Будівництво почалося в 1340-х роках. У 14 столітті починалось усе з закладки фундаменту під всю церкву та зведення стін приділу до висоти 12 метрів, але після 1348 року будівництво було припинено, можливо, через епідемію чуми, яка поширювалася в Європі. Будівництво тривало з 1369 року, коли плату за роботу над костелом отримав муляр Ципсер, що працював у Казімєжі. Ян Ципсер, його син Миколай і муляр Пьотр фігурують у роботах над склепіннями,, стовпами та стінами. У 1376 році розпочато роботу над ризницею, розташованою біля північної стіни пресвітерію. Пресвітерій був освячений у 1401 р., але робота кіпсерів у наві тривала до 1405 р., у цьому році Владислав Ягелло привіз каноніків регулярних з Клодзко. Для них у пізніші роки при церкві збудували монастир. Роботи в костелі велися до 1477 року. Верхівка фасаду була додана лише близько 1500 року, а вежа була побудована в 1566—1582 роках.
Папа Іван Павло ІІ декретом Конгрегації за Богослужіння і Дисципліна Таїнств від 24 січня 2005 року підняв костел до гідності малої базиліки. Базиліка є міським акцентом великого комплексу будівель, який складається з орієнтованого костелу та монастиря регулярних каноників, заснованого в 1405 році, з'єднаного з ним проходом, підтримуваним аркадами. Там похований святий Станіслав Казімерчик.
Важливим елементом середньовічного оточення храму було кладовище із зображеннями Гетсиманії, Оливної гори, Голгофи, залишки якого були знищені розрівнюванням території в 1938—1940 роках.

## Архітектура та інтер'єр

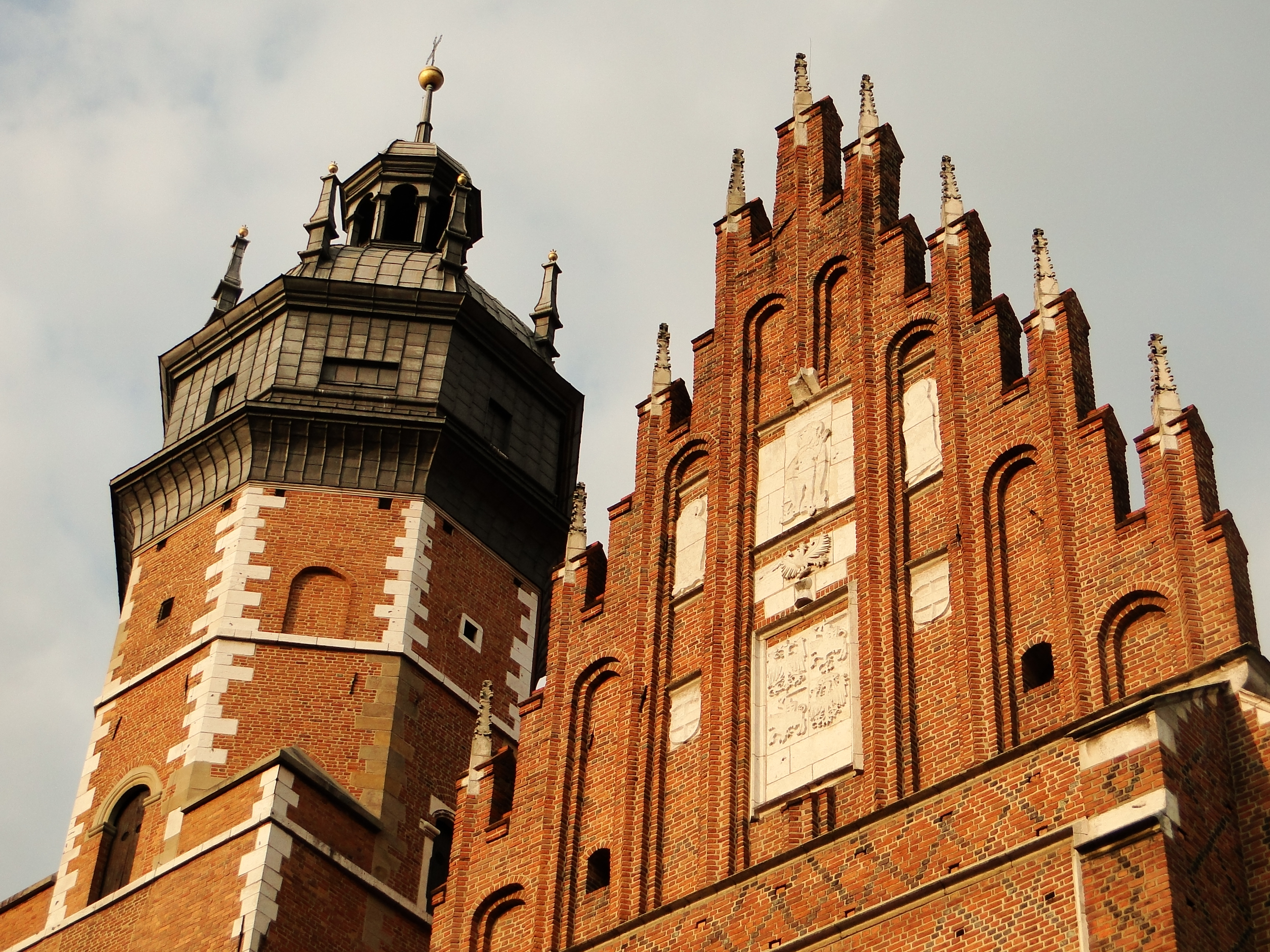
Верхня частина костелу, вигляд з вулиці Божего Тіла

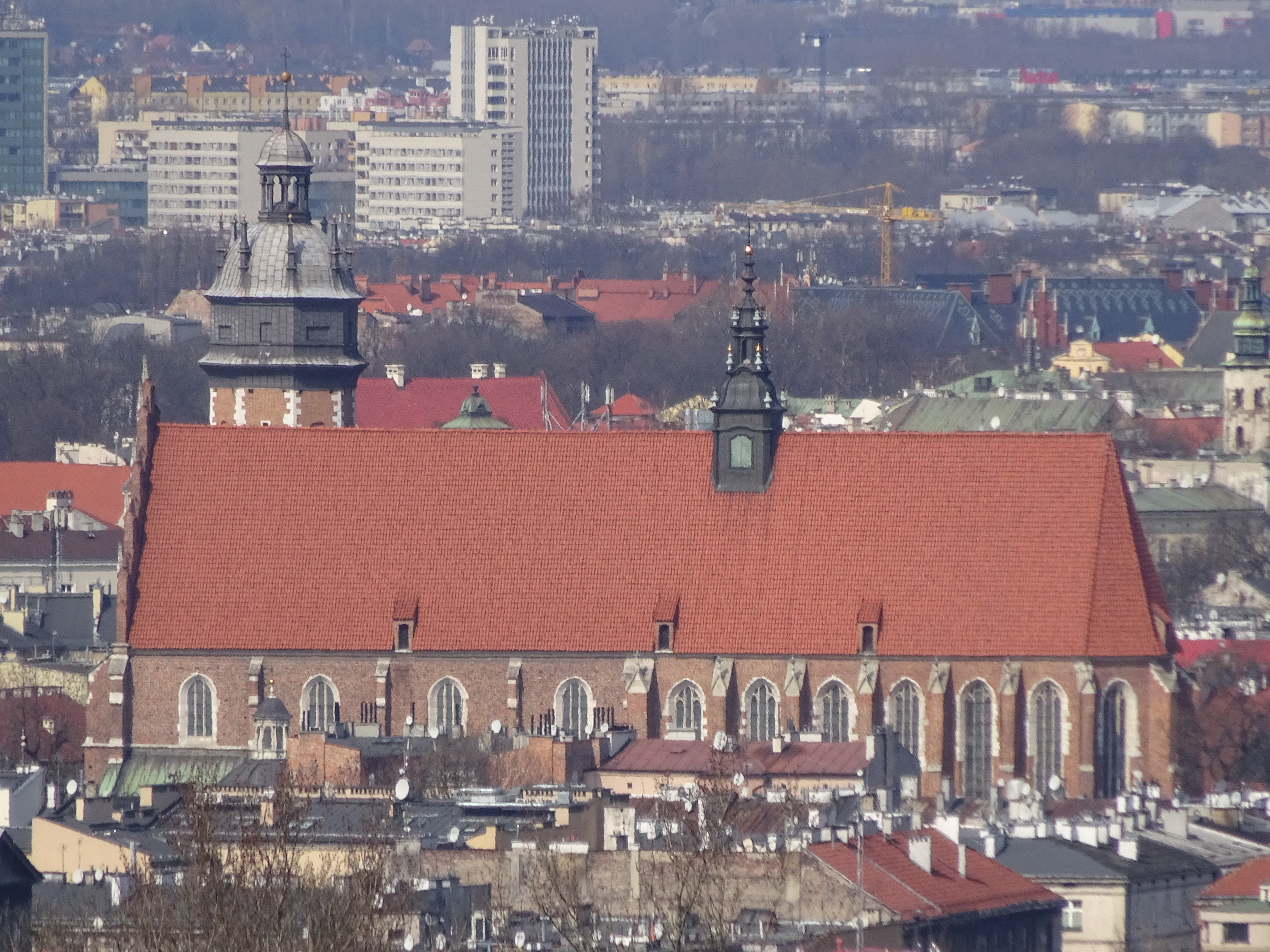
Костьол з кургану Крака

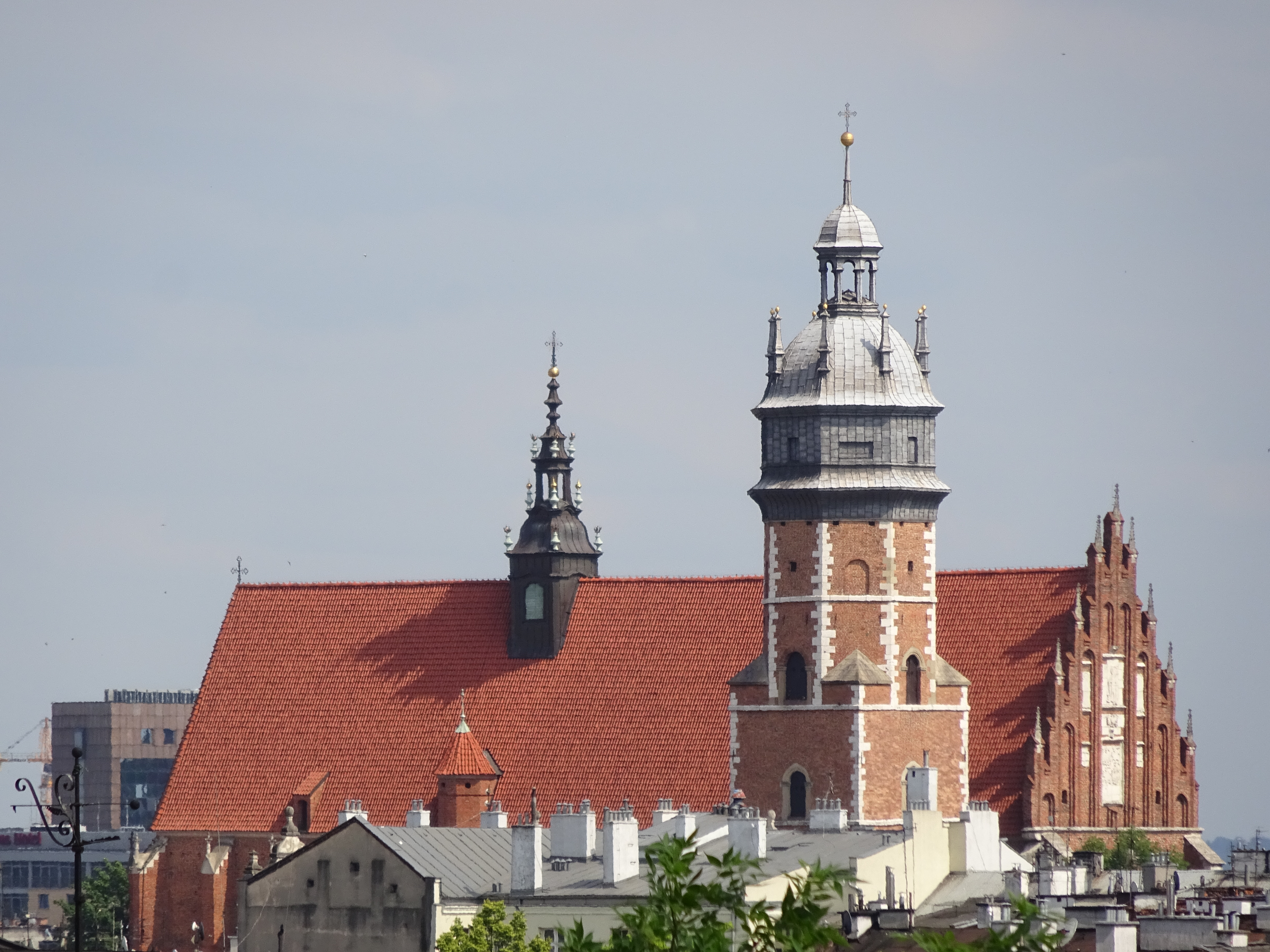
Вид на костел з боку Вавеля

Це орієнтована, тринавна базиліка, без трансепту, але має вільно стоячу вежу та башточку.

### Нава головна
Амвон у формі човна був побудований в середині XVIII ст. Ліворуч розташований вівтар із зображенням Христа Спасителя, а праворуч — вівтар із зображенням Мадонни. Обидва намальовані краківським художником Лукашем Порембським у 1619 році.

### Пресвітерій
Вівтар шириною головної нави. При стінах маньєристські лавки, виготовлені в 1624—1632 рр., з фігурами святих, що розповідають про історію ордену (майстерня Томаша Долабелли). Головний вівтар з розписами Томаша Долабелли дерев'яний і багато позолочений. Ймовірно, це робота майстерні Бальтазара Кунца. Його було завершено в 1637 році. Основний розпис вівтаря — Різдво Христове, написане Томашем Долабеллою, завершальне — Зняття з Хреста (майстерня Долабелли). Над входом до захристії висить п'ять картин Войцеха Подкори. Праворуч статуя св. Станіслава Казимирчика.

### Північний прохід (ліворуч)
Є маньєристський мавзолей Станіслава Казимирчика, а також неоренесансна плита, присвячена Бартомієві Берреччі, який спочиває в базиліці. Серед іншого на стіні картина «Суд над Пілатом» Лукаша Порембського з 1626 р. та картина «Преображення і св. Августина» Лукаша Орловського.

### Південний прохід (праворуч)
До нього примикає каплиця св. Анни, якою опікується Архибратство Пресвятих Дарів і П'яти Ран Ісуса. Біля вівтаря з образом св. Анни Лукаша Порембського є надгробок Бартломея Берреччі та братські шафи, вкриті розписом. Поряд — Благовіщенська каплиця з монументальним порталом, ліпним декором у куполі та бронзовою купіллю першої половини XV ст. У вівтарі — картина Мадонни початку XVI ст., під каплицею — крипта.

## Органи
Орган у базиліці є найбільшим інструментом у Кракові. Був запроектований на 83 голоси. Він складається з двох частин:
- головний орган (63 голоси), розміщений на музичному хорі,
- Бічні органи (20 голосів), розташовані в пресбітерії.

Орган на 5950 труб і 20 дзвонів. Бічні органи були електрично з'єднані з основними органами. Для гри були зроблені дві однакові окремо стоячі чотириручні лічилки з педаллю: одна у вівтарі, інша на хорах у задній частині базиліки.
Будівництво органу почалося в 1958 році. Проект у цій формі було створено у співпраці з проф. Махла, проф. Хведчука і проф. Яргоня. Композиція Тадеуша Махла була відзначена поліхоровістю, звідки, ймовірно, виникла ідея створення двоголосного органу. Підрядником була фірма Домініка Бернацького (тоді з Варшави).

### Бічні органи
Наслідком такого проекту стала зміна механічної доріжки попереднього 28-голосного інструменту на електропневматичну (дуже популярну в післявоєнні часи). Для його конструкції використовувалися електричні (реле, діоди) і пневматичні (трубки, сильфони) елементи. Електричні імпульси з постійною напругою 24 В йдуть від ігрових столів до вітрових скринь.
Від попереднього бічного органу залишилися барокова шафа та труби.
Міхи бічних органів розташовані над ризницею і оснащені калібрувальним пристроєм. Завдяки прихованому таким чином міху його роботу всередині базиліки не чути. Цей міх був відреставрований у 2001 році краківським майстром Яном Брилем. До речі, більшість пошкоджених міхів головного органу замінено. У 2005 році стараннями нинішнього отця Тадеуша Масловського, було проведено ґрунтовну реконструкцію всього бічного органу, включно з очищенням історичних труб, які тепер сяють своїм первісним блиском.
"Ранньобароковий передок органу, різьблений, розписаний, позолочений. Архітектурна, з багатою пластичною формою та різьбленим оздобленням, двоярусна, у нижній частині дев'ятиосьова, у верхній три /п'яти?/ — ярусна, вушка.
Піднята центральна вісь /башта/ і дві крайні внутрішні башточки трикутні зі східцями, між ними зменшені плоскі осі, замкнуті простим антаблементом.
У верхній частині проспекту піднята центральна вісь напівкругла зі сходинкою, крайні осі плоскі.
У нижній частині брошури напівкруглі осі, встановлені на опорах, трикутні осі, встановлені на трикутних опорах.
Основа проспекту /плінфа/ вужча за надбудову, з розширеними в сторони спіральними кронштейнами.
У завершеннях крайніх веж і найвищої — ажурні фронтони.
Багате різьблення по дереву, зокрема заповнення кутів, антаблементів, фронтонів, вушок, п'єдесталу проспекту та балюстради хорів, ажур із вушно-хрящовими, вуховими та рослинними мотивами. З боків від вух — поставлені голови. — Опис з картки про орган у костелі Божого Тіла в Кракові з 1982 року, № KRX 000 002282.

### Головний орган
Головний орган був побудований у 1958—1963 роках. Він заснований на трегарах, розташованих на пишному бароковому хорі 1770—1772 років, який підтримується шістьма колонами. На момент будівництва головний орган був розрахований на 63 голоси. Труби двох мовних голосів ще не встановлені. У 2005 році, під час повної реконструкції бічного органу, дзвони (20 дзвонів) були перенесені на головний орган і призначені для педалі. Так було вирішено через дуже важкий доступ до них, коли вони були на стіні в органній шафі в пресвітерії.
Завдяки старанням отця Пьотра Вальчака, 2 відсутні мовні голоси були завершені. Перший, 24 квітня 2014 року, органобудівник Лукаш Кмечик доповнив відсутній голос. Другий, 28 жовтня 2014 року, той же органобудівник доповнив голос «Труби 8».
З 1963 року орган був найбільшим органом у Кракові за кількістю голосів (в цьому відношенні він навіть випередив інструмент у базиліці св. Марії). Крім того, вони мають можливість відтворювати пісні, написані за принципом луни. Звучання інструментів на відстані 70 м дарує слухачеві унікальні враження від прослуховування.

### Історія органу
Перша документальна згадка про орган у базиліці Божого Тіла датується 1373 роком.

У 1439 році був побудований притвор, який з'єднав монастир з костелом. Близько 1440 року була прибудована ризниця, яка увібрала нижню частину башточки, де був вхід до органу. У захристії зроблено балкон, що веде з притвору, тому змінено вхід з балкону на хори та орган. У такому вигляді вона збереглася донині, через яку здійснюється вхід до бічних органів.
9 грудня 1595 року костел Божого тіла постраждав від пожежі, яка знищила дах і орган.
Відомо, що збудовано великий орган. Великий орган був підвішений над старим амвоном, який тоді був під дахом.

Був і позитив у костелі. У 1629 р. реконструкцію будівлі здійснив якийсь Томаш, якого ототожнюють з Томашем Райбером, будівельником органів у Кракові.
Нові 25-голосні органи побудував органобудівник Бартломій Юшкович у 1664 році, як свідчить хроніка монастиря. Інструмент розміщували над хорами, розташованими вгорі на навісі прилавка. Це був одномануальний орган.
Переглядаючи збережені зареєстровані витрати на утримання каплиці Благовіщення, записані в касових книгах з 1623 р. (Altare Beate Virginis), ризничим о. Ян Гелазі ми дізнаємося:
З історичної документації вигоріли написи на зовнішньому боці органної шафи. Це залишкова інформація у вигляді ініціалів, але їх можна ідентифікувати. У 1775—1778 роках над органом працював Ігнацій Зєрницький, краківський будівельник органів. Тоді він постановив, що «…орган занадто міцний і може спричинити тріщини стін…», тому він наказав прибрати 6 або 8 голосів, що й було зроблено.
У 1860 році орган було перенесено з пресвітерію на хори, побудовані раніше в 1772 році (тоді було видалено кілька голосів). Коли орган був на хорах, реконструкцію здійснив Олександр Жебровський, який залишив свої ініціали Ż. А. Відомо, що він ремонтував органи в Кракові в 1885—1914 рр., напр. в костелі Св. Марії, в костелі св. Анни та інших.
У журналі «Muzyka Kościelna», що вийшов у 1931 р., тодішній органіст колегіального костелу св. Флоріан - Францішек Пшиштань описав органи в костелах Кракова.
«Краків — цей польський Рим — з найбільшою кількістю і найкрасивіших костелів у Польщі, також може пишатися своїми прекрасними органами. Найстарішим з них є орган у костелі Божого Тіла з багатою романською структурою та прекрасними голосами. Ймовірно, збудований у 17 столітті, реставрований будівельником органу Войцеховським із Кракова у 19 столітті, має 23 голоси, 2 мануали з 45 клавішами та педаллю, близько 21 ключа. Незважаючи на великі руйнування часом, ними користуються донині.
Цей орган стояв на хорі у задній частині базиліки до 1957 року. Це був механічний інструмент. Органіст сидів спиною до вівтаря в центрі хору і дивився в дзеркало на церкву.

### Органісти
За інформацією о. професора Казимира Латака у костелі Божого Тіла з XIV ст., при монастирі було окреме помешкання для органіста та дзвонарів, тобто органісти були мирянами.
| Ім'я та прізвище  | коли він грав        | Додаткова інформація |
| ----------------- | -------------------- | --- |
| Ян з Любліна      | близько 1540 року    | Регулярний канон — автор органної табулатури. |
| О. Ян Бабрай      | близько 1891 року    | Латеранський канон регулярний. Залишив два рукописи пісенників. Його грою захоплювалися в Римі. |
| Йосип Гржибек     | близько 1932—1937 рр | Батько Богуслава Гржибека — органіста базиліки Св. Марії. |
| Францішек Віделка | 1937-1947 роки       | Викладав орган у Державній середній музичній школі в Кракові. Станіслав Бурса оцінив його гру, почувши, як він грає акомпанемент до композиції „Ludu my ludu.. . !“                                               |
| Тадеуш Махл       | 1947-1950 роки       | Співрозробник нинішніх органів. |
| Стефан Плахта     | 1950-1960 роки       | народився 1925 у Ціхавці біля Бохня. Монахинний брат, виступав і був органістом у о. Піарів у Раковіцах. Помер біля органу під час служби в день покровителя церковної музики та органістів — св. Сесілія (1996). |
| Едуард Станкович  | 1960-2001 роки       | У 16 років він уже грав як органіст у парафії св. Матері Божої Ченстоховської в Горжкові. Останні 4 роки свого життя грав як органіст у Сеправі                                                                   |
| Ярослав Рачек     | 2001 рік             | Діючий органіст. |

## Дзвони
На 70-метровій вежі звуки п'яти історичних дзвонів лунають по всьому краківському Казімєжу та його околицях. Зараз усі дзвони підвішені у вежі, але до 2006 року дзвін висів у башточці на даху базиліки Божого Тіла.
|                        | Ім'я       | Вага (кг) | Ударний тон | Діаметр (см) | Рік лиття | Коментарі                                          |
| ---------------------- | ---------- | --------- | ----------- | ------------ | --------- | -------------------------------------------------- |
| 1. Найбільший дзвін    | Станіслава | ~2500 кг  | d'          | 150 см       | 1556 рік  |                                                    |
| 2. Великий дзвін       | Лоуренс    | ~800 кг   | ф'          | 104 см       | 1938 рік  | Її вилили зі старого дзвона, який називався Петром |
| 3. Середній дзвін      | Південний  | ~270 кг   | c»          | 78 см        | 1539      |                                                    |
| 4. Маленький дзвіночок | Августин   | ~240 кг   | d"          | 72 см        | 1556 рік  |                                                    |
| 5. Сигнатурка          |            | ~70 кг    | тис"'       |              |           |                                                    |

## Легенда
Легенда свідчить, що короля Казимира Великого підштовхнуло до будівництва костелу чудесне знаходження гостії з монстранцією, яку злодії викрали з колегіального костелу Всіх Святих під час октави Божого Тіла, припускаючи, що вона була зроблена із золота. Невдовзі вони зрозуміли свою помилку і залишили монстранцію та гостію на багнюці села Бавол. Провидіння чудесним чином вказало місце, де було сховане монстрація. На згадку про цю подію у 1340 році король Казимир III Великий побудував костел на честь Божого Тіла.

## Виноски
1. ↑  Реєстр пам'яток
2. 1 2 3 4 5 6 7  Tomasz Węcławowicz, Fazy budowy kościoła Bożego Ciała na Kazimierzu (wieki XIV i XV), Rocznik Krakowski, t. LII, 1986, PL ISSN 0080-34-99, s.20-29
3. 1 2 3  Parafia Bożego Ciała w Krakowie - Organy
4. ↑  Parafia Bożego Ciała w Krakowie - Dzwony